# Наші (рух)
«Наші»  (офіційна назва: «Молодіжний демократичний антифашистський рух „Наші“», неофіційні назви: Путін-югенд, Нашисти) — російський молодіжний рух, створений за ініціативи та підтримки уряду Російської Федерації і особисто тогочасного президента країни Володимира Путіна. Автором проєкту вважається заступник голови президентської адміністрації РФ Сурков. Створення цього молодіжного руху було реакцією російської влади на Помаранчеву революцію і ту роль, яку в подіях 2004 р. відіграли молодіжні організації України. «Наші» є однією з найчисельніших молодіжних організацій Росії, у 2007 році вона нараховувала близько 120 000 членів віком від 17 до 25 років.

## Історія
Як зазначив журнал «Коммерсантъ», у 2005 році бренд «Наші» реанімувався Кремлем зі створеного у 1991 році популярним репортером Олександром Невзоровим однойменного Народно-визвольного руху.

## Критика
Представники російської опозиції звинувачують рух «Наші» у здійсненні нападів та застосуванні силових методів, шпигунстві тощо. Опоненти руху також порівнюють його з радянським Комсомолом чи Гітлерюгендом, часто використовуючи назву «нашисти».
Нашисти часто здійснюють акції по звинуваченні у фашизмі, а на думку багатьох соціологів, це дає змогу кинути тінь в російському суспільстві на будь-кого та на будь-що. Наприклад, на мистецькій виставці «Тут вам не раді» активісти «Наших» поприкріплювали до пластикових голів відомих російських опозиціонерів Едуарда Лимонова, Бориса Немцова, журналіста та історика Миколи Сванідзе, колишнього президента України Віктора Ющенка, американського режисера Квентіна Тарантіно та багатьох інших нацистські кашкети.
Дана організація постійно здійснює агресивні пікети біля посольств держав Балтії, Грузії, а донедавна й України, звинувачуючи уряди цих держав у історичному ревізіонізмі.

## Цікаві факти
Емблема, ідеологія як і все інше запозичено з німецького Гітлер'югенда.